# Bolgar (Rusland)
Bolgar (Russisch: Болгар; Tataars: Bolğar) is een stad in de Russische autonome republiek Tatarije. De stad ligt op de linkeroever van de rivier de Wolga, 140 km van Kazan. Bolgar wordt ook informeel Boelgar, Bolgari of Bolgary genoemd.
De resten van de historische stad Boelgar (Булгар) liggen vlakbij.
Het moderne Bolgar werd gesticht in 1781. Tot 1926 heette de stad Spassk, daarna Spassk-Tatarski. In 1935 werd de stad ter ere van Valerian Koejbysjev hernoemd naar Koejbysjev. Zijn huidige naam verkreeg de stad in 1991.
In 1953 werd de gehele stad verplaatst van het oorspronkelijke Spassk naar een plaats dichter bij het historische Boelgar vanwege de constructie van de Koejbysjevdam, en het bijhorende stuwmeer.

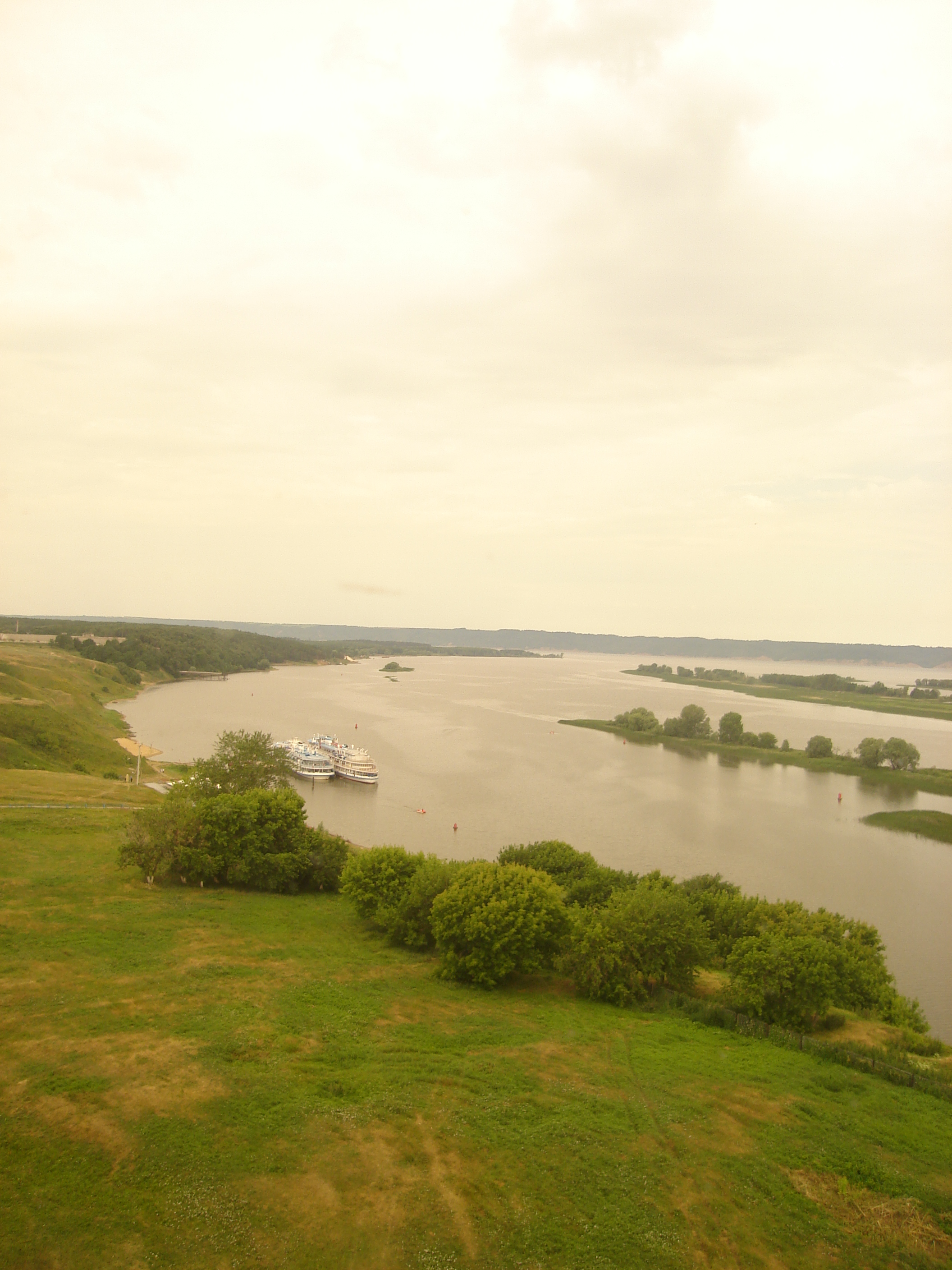
Zicht op de Wolga in Bolgar
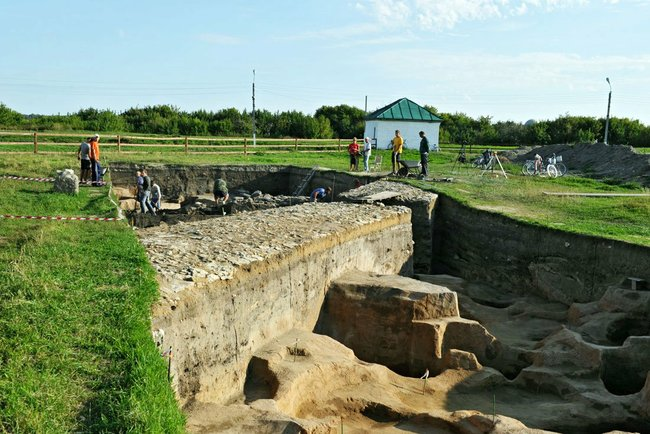
Opgravingen in Boelgar

Bestuurlijk centrum: Kazan

Agryz · Almetjevsk · Aznakajevo · Bavly · Boegoelma · Boeinsk · Bolgar · Jelaboega · Laisjevo · Leninogorsk · Mamadysj · Mendelejevsk · Menzelinsk · Naberezjnye Tsjelny · Nizjnekamsk · Noerlat · Tetjoesji · Tsjistopol · Zainsk · Zelenodolsk